# リン・ウッツン
リン・ウッツン（Lin Utzon、1946年 - ） は、デンマークの芸術家。コペンハーゲン出身。
リン・ウッツンの父親は、シドニーオペラハウスの建築家ヨルン・ウッツンであるが、父親の評判に乗るのではなく、彼女自身の独創的な表現で世界各国で認められている。大自然が目の前に現れてくるような、シンプルで大きなスケールで描く作品作りで知られている。

## 経歴
- 1946年 コペンハーゲン生まれ。
- 1965年 イーストシドニー美術工芸学校で学ぶ。
- 1967年 日本にて4ヶ月修行。
- 1970年 コペンハーゲンマルグレーテスコーレンでカッティングと衣装デザインを学ぶ。
- 1973年 ヘルシンゴーにスタジオを設立。
- 1978年 ロイヤルコペンハーゲンに入社、磁器一式をデザイン。
- 1985年 日本・金沢国際デザイン展覧会でデンマーク代表。
- 1989年 コペンハーゲン・チボリ公園のプロジェクト参加。
- 1997年 倉敷チボリ公園のプロジェクト参加。

## 主要作品
- ロイヤルコペンハーゲン装飾シリーズ
- スウェーデン・ボルボ本社ビルの大装飾
- コペンハーゲン空港新国際ターミナルの陶器壁画
- コペンハーゲンチボリ公園の12棟の磁器ドーム
- その他バレエのステージデザイン・コスチューム
- 建築家とジョイントの室内装飾・教会のデザイン等